# La Haie-Fouassière
La Haie-Fouassière is een gemeente in het Franse departement Loire-Atlantique (regio Pays de la Loire). De plaats maakt deel uit van het arrondissement Nantes. La Haie-Fouassière telde op 1 januari 2022 4.734 inwoners.

## Geografie
De oppervlakte van La Haie-Fouassière bedroeg op 1 januari 2022 11,81 vierkante kilometer; de bevolkingsdichtheid was toen 400,8 inwoners per km².

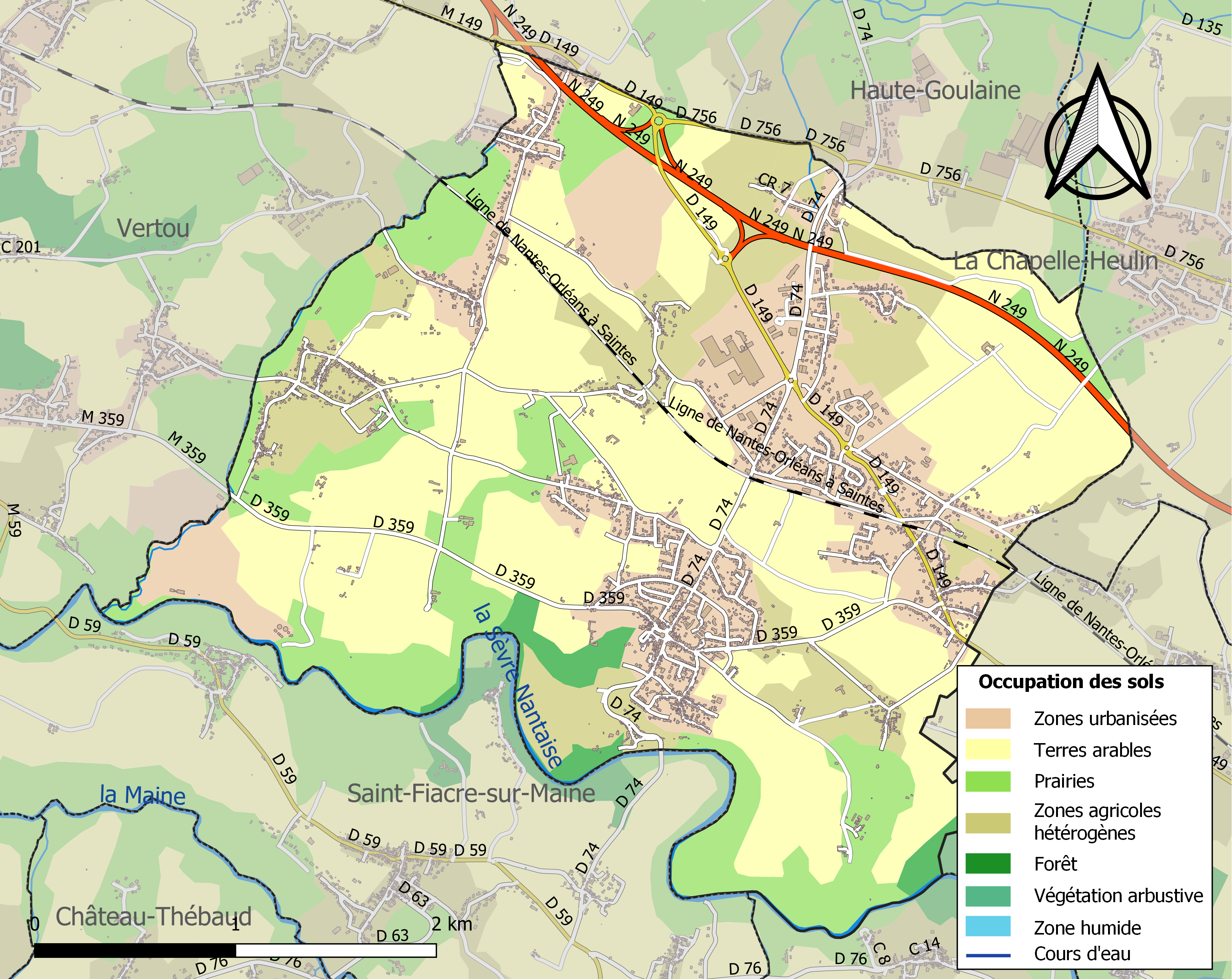
Kaart van de gemeente met de belangrijkste infrastructuur, bodemgebruik en omliggende gemeenten

## Demografie
Onderstaande figuur toont het verloop van het inwonertal (bron: INSEE-tellingen).